# Павлувек (Каліський повіт)
Павлувек (пол. Pawłówek) — село в Польщі, у гміні Блізанув Каліського повіту Великопольського воєводства.
Населення — 553 особи (2011).
У 1975—1998 роках село належало до Каліського воєводства.

## Демографія
Демографічна структура станом на 31 березня 2011 року:
|          | Загалом | Допрацездатний вік | Працездатний вік | Постпрацездатний вік |
| -------- | ------- | ------------------ | ---------------- | -------------------- |
| Чоловіки | 271     | 68                 | 178              | 25                   |
| Жінки    | 282     | 64                 | 167              | 51                   |
| Разом    | 553     | 132                | 345              | 76                   |